# Robrecht V van Béthune
Robrecht V van Béthune, bijg. de Rode, (ca. 1120 - Akko, 19 januari 1191) was  heer van Béthune. Hij was gehuwd met Adelheid, mogelijk dochter van Hugo III van Saint-Pol, en was de vader van:
- Robert VI van Béthune (overleden ca. 1193)
- Boudewijn, jong overleden
- Willem II van Béthune
- Clementia, getrouwd met Boudewijn van Bourbourg
- Boudewijn (overleden in Burstwick op 13 oktober 1212), door huwelijk graaf van Aumale, begraven in de abdij van Meaux.
- Jan (overleden in Toulouse op 27 jul 1219), bisschop van Cambrai
- Cono van Béthune (1150-1220), kruisvaarder en troubadour, koning van Adrianopel
- Anselmus
- Barthelomeus (overleden na 1204)
- Mathilde (overleden op 7 december 1220), gehuwd (1) met Wouter van Bourbourg en (2) met Hugo van Houdain